# Hieronim Szafraniec
Hieronim Szafraniec z Pieskowej Skały herbu Starykoń (ur. ok. 1502, zm. między 1546/56) – sekretarz królewski, starosta chęciński, wolbromski i tłumacki, protektor reformacji.

## Życiorys
Syn Stanisława Szafrańca, burgrabiego krakowskiego i Zuzanny Buczackiej herbu Abdank. 20 października 1518 Hieronim Szafraniec poślubił Reginę Telniczankę, nieślubną córkę króla Zygmunta I Starego i Katarzyny Ochstat Telniczanki. W 1527 poślubił Zofię Zborowską, a w poł. XVI w. Annę Wasilewską mieszczkę z Olkusza (zm. po 1569). Ok. 1537 został sekretarzem królewskim. W 1542 rozpoczął przebudowę Zamku Pieskowa Skała w duchu odrodzenia. Po jego śmierci rodowa siedziba Szafrańców dostała się w ręce jego bratanka – Stanisława.